# Pietra Bianca (isola)
Pietra Bianca è un'isola dell'Italia, in Campania, nel comune di Forio, nella provincia di Napoli.